# Baudement
Baudement est une commune française, située dans le département de la Marne en région Grand Est.

## Géographie
Situé à l'ouest d'Anglure, le village est sur l'Aube, desservi par la D 51.
Sur le territoire de la commune coule aussi le Livon.
| Saint-Quentin-le-Verger | Allemanche-Launay-et-Soyer |         |
| Saron-sur-Aube          | Baudement                  | Anglure |
|                         | Saint-Just-Sauvage         | Bagneux |

### Hydrographie
La commune est dans la région hydrographique « la Seine de sa source au confluent de l'Oise (exclu) » au sein du bassin Seine-Normandie. Elle est drainée par l'Aube, la Noue du Bourdeau et le Fossé 01 du Vauthier,.
L'Aube, d'une longueur de 249 km, prend sa source dans la commune de Auberive et se jette  dans la Seine à Marcilly-sur-Seine, après avoir traversé 82 communes. 

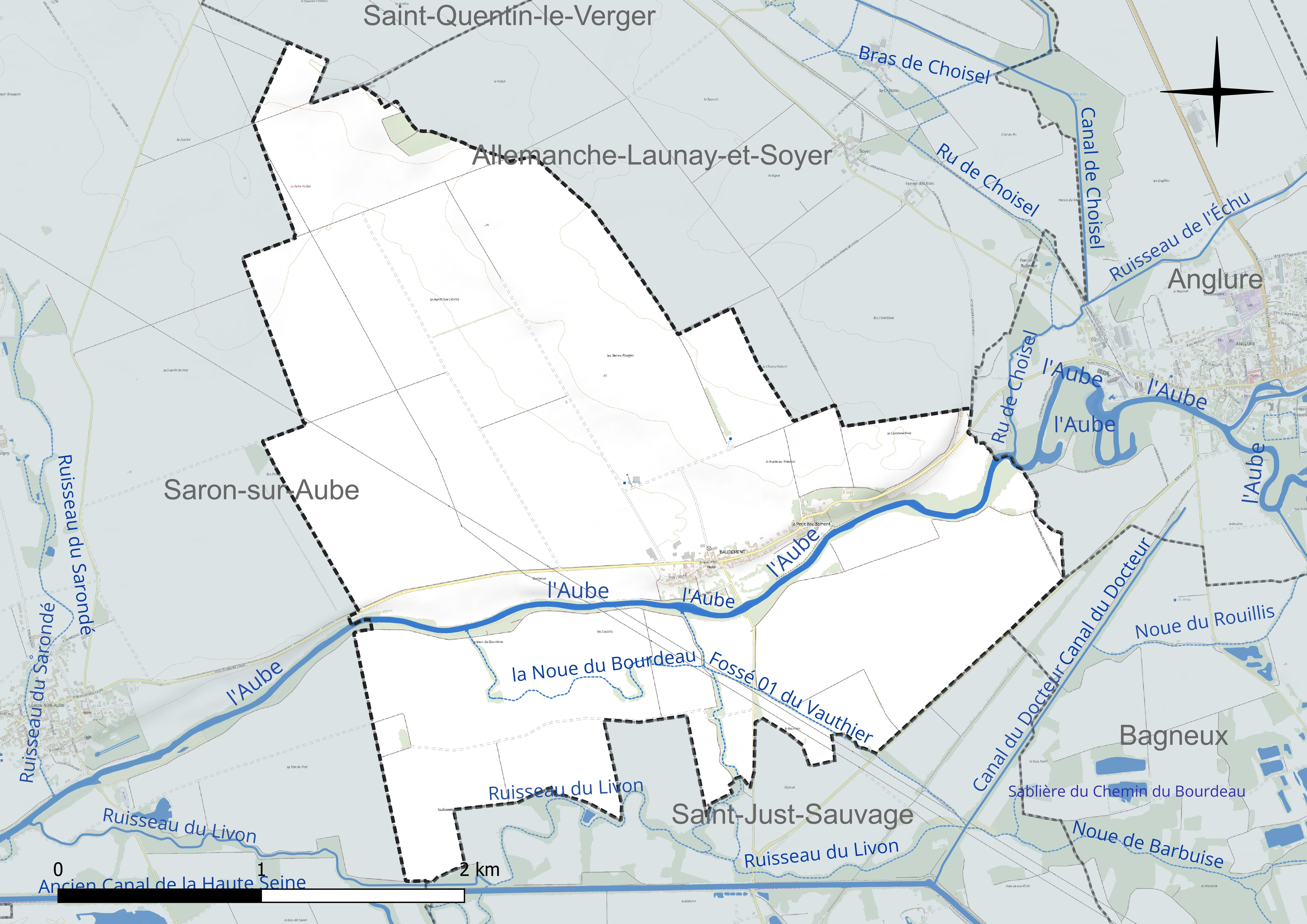
Réseau hydrographique de Baudement.

### Climat
Pour des articles plus généraux, voir Climat du Grand Est et Climat de la Marne.
En 2010, le climat de la commune est de type climat océanique dégradé des plaines du Centre et du Nord, selon une étude du Centre national de la recherche scientifique s'appuyant sur une série de données couvrant la période 1971-2000. En 2020, Météo-France publie une typologie des climats de la France métropolitaine dans laquelle la commune est exposée à un climat océanique altéré et est dans la région climatique  Nord-est du bassin Parisien, caractérisée par un ensoleillement médiocre, une pluviométrie moyenne régulièrement répartie au cours de l’année et un hiver froid (3 °C). 
Pour la période 1971-2000, la température annuelle moyenne est de 10,6 °C, avec une amplitude thermique annuelle de 15,8 °C. Le cumul annuel moyen de précipitations est de 720 mm, avec 11,5 jours de précipitations en janvier et 7,5 jours en juillet. Pour la période 1991-2020, la température moyenne annuelle observée sur la station météorologique de Météo-France la plus proche, « Romilly », sur la commune de Romilly-sur-Seine à 7 km à vol d'oiseau, est de 11,2 °C et le cumul annuel moyen de précipitations est de 619,5 mm. 
La température maximale relevée sur cette station est de 42,3 °C, atteinte le 25 juillet 2019 ; la température minimale est de −25,2 °C, atteinte le 6 janvier 1971,,. 
Les paramètres climatiques de la commune ont été estimés pour le milieu du siècle (2041-2070) selon différents scénarios d'émission de gaz à effet de serre à partir des nouvelles projections climatiques de référence DRIAS-2020. Ils sont consultables sur un site dédié publié par Météo-France en novembre 2022.

## Urbanisme

### Typologie
Au 1er janvier 2024, Baudement est catégorisée commune rurale à habitat dispersé, selon la nouvelle grille communale de densité à sept niveaux définie par l'Insee en 2022.
Elle est située hors unité urbaine. Par ailleurs la commune fait partie de l'aire d'attraction de Romilly-sur-Seine, dont elle est une commune de la couronne,. Cette aire, qui regroupe 26 communes, est catégorisée dans les aires de moins de 50 000 habitants,.

### Occupation des sols
L'occupation des sols de la commune, telle qu'elle ressort de la base de données européenne d’occupation biophysique des sols Corine Land Cover (CLC), est marquée par l'importance des territoires agricoles (97,1 % en 2018), une proportion identique à celle de 1990 (97,1 %). La répartition détaillée en 2018 est la suivante : 
terres arables (94 %), zones agricoles hétérogènes (3,1 %), forêts (2,9 %). L'évolution de l’occupation des sols de la commune et de ses infrastructures peut être observée sur les différentes représentations cartographiques du territoire : la carte de Cassini (XVIIIe siècle), la carte d'état-major (1820-1866) et les cartes ou photos aériennes de l'IGN pour la période actuelle (1950 à aujourd'hui).

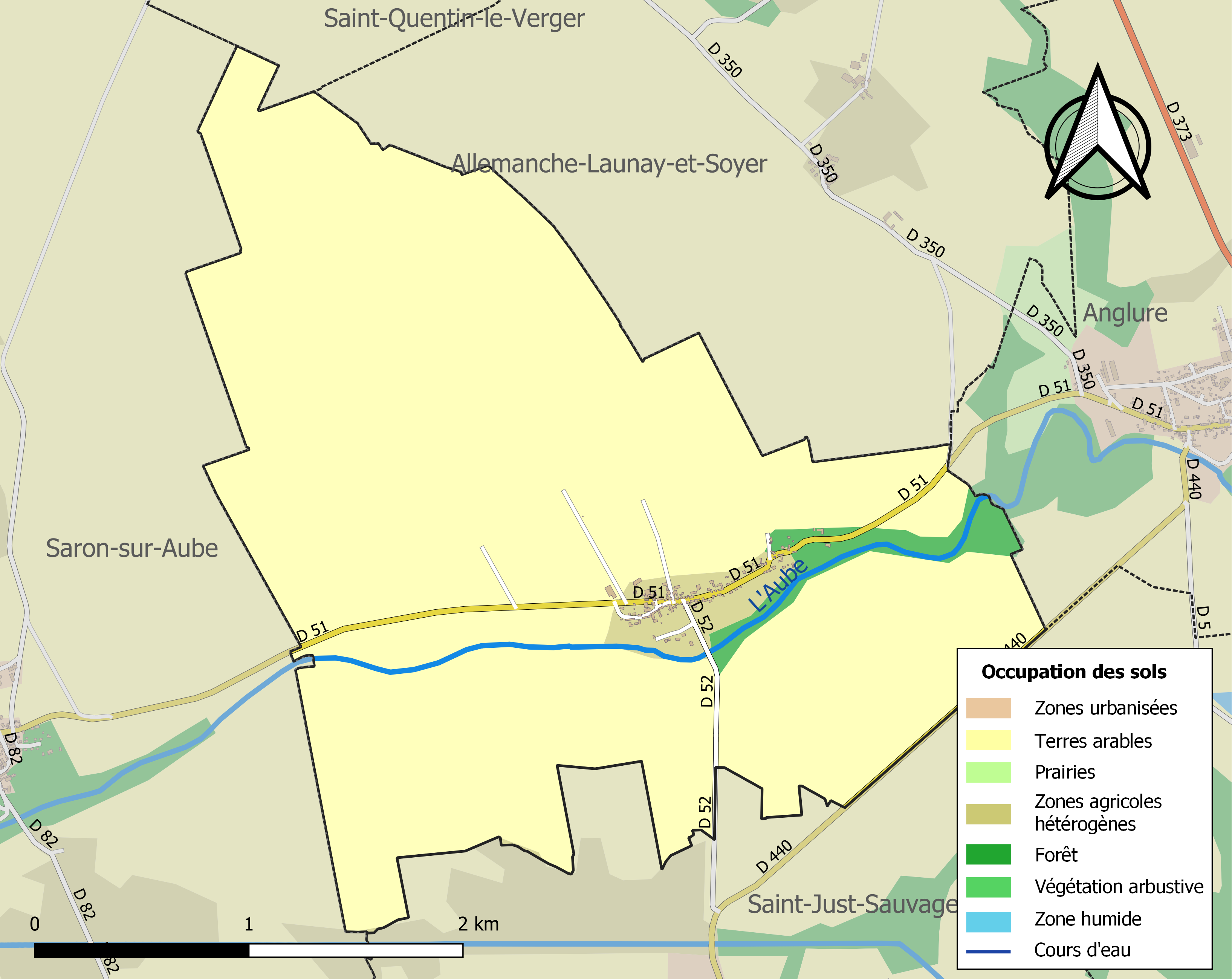
Carte des infrastructures et de l'occupation des sols de la commune en 2018 (CLC).

## Toponymie
Le nom de la localité est attesté sous les formes Baldementum (1103) ; Baldamentum (1104) ; Baldimentum (1109) ; Baudimentum (1123) ; Baldement, Baudement (1146) ; Baldumentum (milieu du XIIe siècle) ; Baldimentum (1153) ; Baudementum (1208) ; Baudemantum (1211) ; Baudemant (vers 1222) ; Bauldement (1604).

Baudement signifie en ancien français « hardiment », surnom d'« homme courageux ».

## Politique et administration
| Période                                  | Période  | Identité          | Étiquette | Qualité                          |
| ---------------------------------------- | -------- | ----------------- | --------- | -------------------------------- |
| Les données manquantes sont à compléter. |          |                   |           |                                  |
| 2001                                     | 2020     | Danielle Berthier |           | Réélue pour le mandat 2014-2020, |
| 2020                                     | En cours | Gérard Fricault   |           |                                  |

## Démographie
L'évolution du nombre d'habitants est connue à travers les recensements de la population effectués dans la commune depuis 1793. Pour les communes de moins de 10 000 habitants, une enquête de recensement portant sur toute la population est réalisée tous les cinq ans, les populations de référence des années intermédiaires étant quant à elles estimées par interpolation ou extrapolation. Pour la commune, le premier recensement exhaustif entrant dans le cadre du nouveau dispositif a été réalisé en 2005.

En 2022, la commune comptait 99 habitants, en évolution de −11,61 % par rapport à 2016 (Marne : −1,19 %, France hors Mayotte : +2,11 %).
| 1793 | 1800 | 1806 | 1821 | 1831 | 1836 | 1841 | 1846 | 1851 |
| ---- | ---- | ---- | ---- | ---- | ---- | ---- | ---- | ---- |
| 236  | 217  | 237  | 149  | 166  | 179  | 172  | 183  | 176  |

| 1856 | 1861 | 1866 | 1872 | 1876 | 1881 | 1886 | 1891 | 1896 |
| ---- | ---- | ---- | ---- | ---- | ---- | ---- | ---- | ---- |
| 194  | 180  | 177  | 171  | 154  | 150  | 136  | 149  | 139  |

| 1901 | 1906 | 1911 | 1921 | 1926 | 1931 | 1936 | 1946 | 1954 |
| ---- | ---- | ---- | ---- | ---- | ---- | ---- | ---- | ---- |
| 129  | 120  | 114  | 122  | 133  | 129  | 137  | 121  | 104  |

| 1962 | 1968 | 1975 | 1982 | 1990 | 1999 | 2005 | 2006 | 2010 |
| ---- | ---- | ---- | ---- | ---- | ---- | ---- | ---- | ---- |
| 97   | 98   | 101  | 103  | 103  | 111  | 114  | 110  | 120  |

| 2015 | 2020 | 2022 | - | - | - | - | - | - |
| ---- | ---- | ---- | - | - | - | - | - | - |
| 111  | 100  | 99   | - | - | - | - | - | - |

## Culture et patrimoine

### Lieux et monuments
- Tumulus de Baudement.

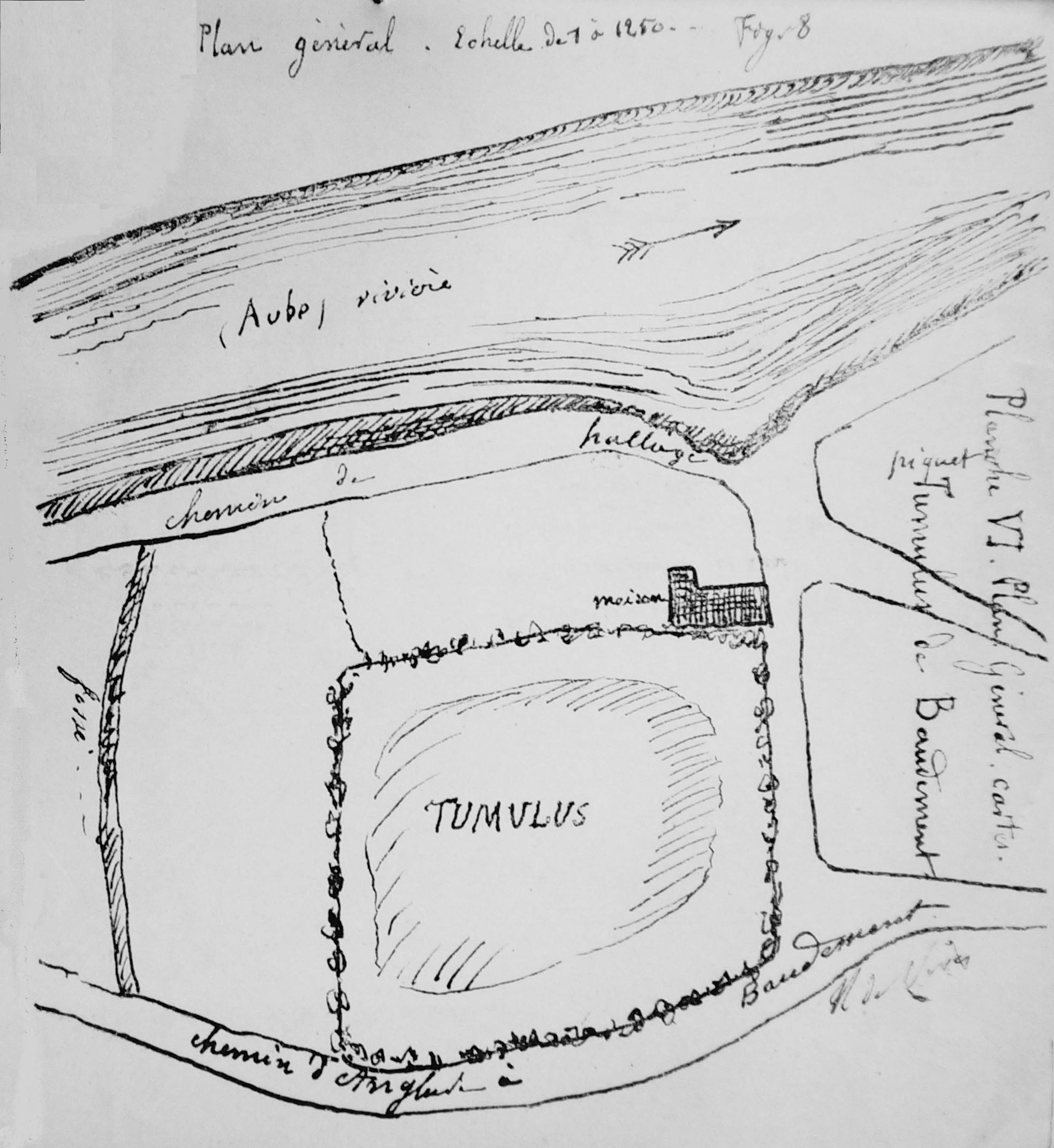
Le tumulus près de l'Aube.

- Église Saint-Leu-de-Sens de Baudement

### Personnalités liées à la commune
- André de Baudement, seigneur de Baudement et de Braine et sénéchal de Champagne. Il fait partie des trois laïcs du concile de Troyes de 1129 chargé de reconnaître officiellement l'ordre du Temple.
- Général Jules Chanoine, ancien ministre de la Guerre et grand officier de la Légion d'honneur, décédé à Baudement le 9 janvier 1915 avant d'être inhumé dans le caveau familial du cimetière du Père Lachaise, à Paris.
- Hubert Jeanson, cultivateur, né le 21 février 1921 à Baudement, capitaine Jacques dans la Résistance, créateur du maquis de la ferme de Varsovie (La Chapelle Lasson, fusillé le 22 août 1944 à Creney).
- Jacques Parent, né à Paris le 29 mai 1900, journaliste, Résistant du réseau Buckmaster. Mort en déportation à Ravensbrück (Sources : Revue La Bourse du Travail, mémoire vivante. Troyes. Le Patriote Résistant, organe de la FNDIRP, Le Maitron).